# Гном-чарівник
Гном-чарівник (англ. The Leprechaun-Artist) — перший сегмент 19-го епізоду 1-го сезону телевізійного серіалу «Зона сутінків».

## Сюжет
Троє хлопців-школярів, Річі, Бадді та Джей Пі (англ. J.P.), виїжджають зі своїх домівок на денну велосипедну прогулянку. Потім вони заїжджають до лісу та, залишивши свої велосипеди в хащах, йдуть далі по лісовій стежці. Через деякий час хлопці знаходять таємничу споруду, в якій ніхто не живе, проникають туди та починають дивитися з вікна вниз на дерева та ґрунтові стежки. Незабаром до споруди підходить маленький чоловік незвичної зовнішності. Побачивши в ній підозрілих незнайомців, він одразу починає тікати, а хлопці, в свою чергу помітивши його, кинулися навздогін. Врешті-решт вони доганяють маленького чоловічка та починають тягнути його до споруди. Незважаючи на відчайдушний опір з його сторони, школярам вдається досягти поставленої мети. Вони запевняють чоловіка, що нічого поганого йому не зроблять, після чого він заспокоюється. В ході їхньої бесіди виявляється, що цей чоловічок — справжній гном-чарівник. Він спочатку пропонує хлопцям виконати будь-які три бажання, а трохи згодом, виходячи з того, що їх троє, вирішує, що буде справедливіше, якщо кожен з підлітків загадає по одному бажанню, щоб тим самим полегшити собі роботу та, скоротивши час, якомога швидше розпрощатися з хлопцями. Першим бажання загадує Бадді — він хоче бачити всіх людей в прямому значенні наскрізь. Головним чином це потрібно хлопцеві для того, щоб бачити тіла жінок через одяг. Спочатку Бадді отримує задоволення від виконання бажання, але коли він почав бачити не тільки оголені тіла, а й внутрішні органи людей, то вирішив відмовитися від свого бажання. Гном скасовує бажання Бадді, коли останній ледве приходить до тями після шоку, який трапився з ним після побаченого. Наступним бажання загадує Джей Пі — він хоче, щоб не тільки його батьки, а й батьки його друзів виконували тільки те, що вони попросять. Чарівник виконує й це бажання. Батьки дійсно починають виконувати будь-які команди або прохання підлітків. Джей Пі, прийшовши додому, просить свою матір, щоб та приготувала для нього та друзів обід, після чого знову йде до лісу. Взявши з собою своїх товаришів, хлопець їде разом з ними до себе. Тут і виявляється один важливий нюанс: батьки виконують прохання не в перспективі, а тільки одразу після їх озвучення. Це починає розуміти Джей Пі, як тільки помічає, що його мати таки не приготувала для них обід. Далі хлопець знову просить мати, щоб та розігріла для них заморожену піцу, після чого вони всі йдуть на кухню. Джею Пі довелося виправити всі дії своєї матері, оскільки вона виконувала їх неправильно. В цей час хлопець вирішує, як і Бадді, відмовитися від свого бажання, в результаті чого гном скасовує і його. Останнім бажання загадує Річі — він хоче собі та друзям новенький автомобіль, сконструйований за останнім словом техніки, в якому ніколи б не закінчувався бензин, а також щоб був водій, який би приймав рішення самостійно. Гном виконує й це бажання, після чого прощається з хлопцями та зникає. Вийшовши з лісу, товариші бачать на проїжджій частині абсолютно новий лімузин білого кольору, біля якого стоїть водій. Не пам'ятаючи себе від щастя, підлітки з комфортом влаштовуються на задніх сидіннях, а водій тисне на газ та починає дуже швидко їздити по місту. Це помічає полісмен, який одразу починає переслідувати їх на своєму службовому авто, щоб зупинити та стягнути з них штраф за перевищення швидкості. Однак автомобіль не зупиняється навіть на прохання хлопців — навпаки, він їде все швидше. Врешті-решт автівка підлітків раптово зупиняється, дивом не потрапивши в аварію та не завдавши нікому шкоди. Наприкінці епізоду Річі, Бадді та Джей Пі опиняються в поліцейській дільниці. Спочатку їх переповнює страх, однак трохи пізніше, не понісши жодного покарання, хлопці дякують полісменам за гарну працю та чимдуж вибігають з дільниці.

## Початкова оповідь
«Уявіть собі на мить, що ви гном, який облаштовує собі житло то в коренях дерев, то в гірських ущелинах. Невже вам жодного разу не хотілося б змінити обстановку — провести зиму в Пісмо Біч, а влітку відправитися в Діснейленд? Але, якщо ви справжній лісовик, то ви б вибрали собі для відпочинку тільки Зону сутінків».

## Цікаві факти
- Епізод не має оповіді наприкінці.
- Епізод має також іншу назву — «Три ірландські бажання» (англ. Three Irish Wishes).

## Ролі виконують
- Бредлі Грег — Річі
- Денні Нуччі — Бадді
- Джоей Грін — Джей Пі
- Корк Губерт — Шон МакҐул (Гном)
- Джеймс Гесс — сержант Брюер
- Марґеріт ДеЛейн — мати Джея Пі
- Барр Мідлтон — батько Річі
- Чарльз Стренскі — тато Бадді
- Мелінда Пітерсон — мати Бадді

## Прем'єра
Прем'єрний показ епізоду відбувся у Великій Британії та США 21 лютого 1986.